# Baterias do Rio Bebedouro
As Baterias do Rio Bebedouro localizavam-se junto à foz do rio Bebedouro, no litoral Norte do atual estado brasileiro de Alagoas.

## História
Mencionadas por GARRIDO (1940), a propósito de documentos em mãos do autor referentes a um inquérito para apuração de um furto de pólvora dessas baterias em agosto de 1824, sem maiores detalhes (op. cit., p. 80). Trata-se, certamente, de estruturas de campanha inscritas no contexto do combate à Confederação do Equador.